# John Milton Miller

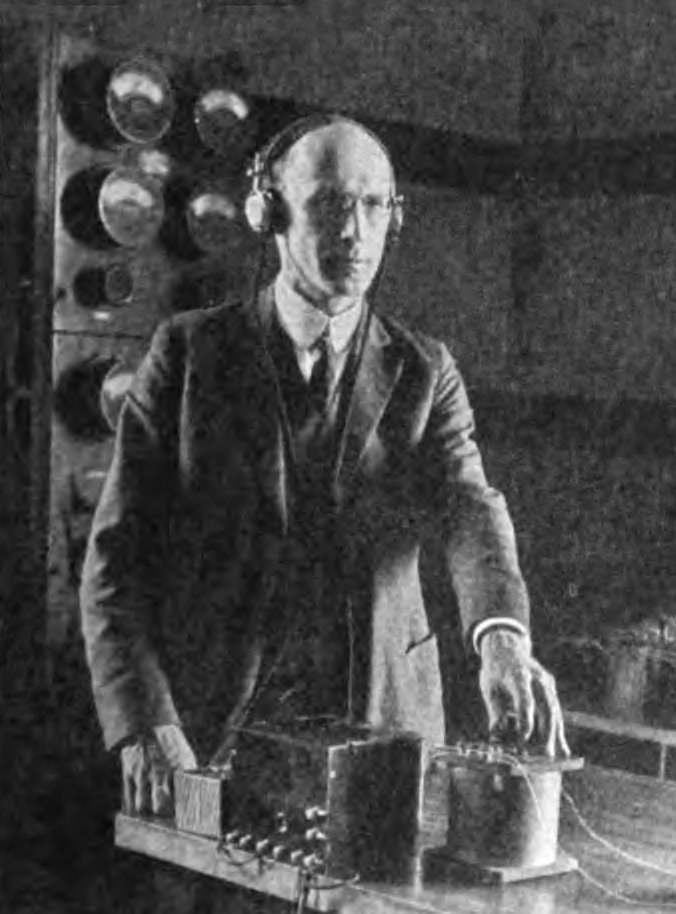
John Milton Miller

John Milton Miller (* 22. Juni 1882 in Hanover, Pennsylvania; † 17. Mai 1962 in Pompano Beach, Florida) war ein US-amerikanischer Ingenieur und Radiopionier. Er ist Namensgeber des in der elektrischen Schaltungstechnik bei Verstärkern auftretenden Millereffektes und des daraus verallgemeinerten Millertheorems.
Miller studierte bis 1907 an der Yale University Physik, daran angeschlossen bis 1915 ein Doktoratsstudium. Von 1907 bis 1919 war er am National Institute of Standards and Technology (NIST) angestellt, danach bis 1923 als Radioingenieur am United States Naval Research Laboratory (NRL). Danach folgten Tätigkeiten bei Atwater Kent, einem zu der Zeit führenden Erfinder und Radiohersteller in Philadelphia, und bis 1940 bei der Radio Corporation of America (RCA). Danach wechselte er als wissenschaftlicher Mitarbeiter zurück zu NRL, wo er bis zu seiner Pensionierung 1951 blieb. John Milton Miller war mit Frances Riley verheiratet und hatte sieben Kinder: zwei Mädchen und fünf Jungen.
John Milton Miller wurde 1953 für seine Arbeiten zur Verstärkerschaltungen mit Elektronenröhren und Arbeiten an Quarzoszillatoren mit der IEEE Medal of Honor ausgezeichnet.